# Сарычев, Василий Алексеевич (моряк)
Василий Алексеевич Сарычев (1790 год — 2 (14) июля 1830 года) — офицер Российского императорского флота, участник войны с Францией 1813—1814 годов, командир Кондукторских рот Учебного морского рабочего экипажа (до 1827 года — Училище корабельной архитектуры), подполковник. Представитель прославленной династии военно-морских офицеров Сарычевых.

## Биография
Василий Алексеевич Сарычев родился в 1790 году в многодетной дворянской семье потомственного военного моряка, командующего Черноморской эскадрой вице-адмирала А. А. Сарычева (1760—1827). В семье было семеро детей: три сына (Василий, Александр, Гавриил) и четыре дочери. Василий был старшим в семье. По примеру своего деда Андрея Сарычева (умер около 1778 года) прапорщика морских батальонов в Кронштадте, а также своего отца и родного дяди адмирала Гавриила Андреевича решил стать моряком и 13 мая 1802 года поступил кадетом в Морской кадетский корпус. 17 мая 1806 года был произведён в гардемарины. Находился в кампании на кронштадтском рейде, плавал в Финском заливе.
1 января 1809 года был произведён в мичманы. В 1809—1811 годах служил на 44-пушечном фрегате «Быстрый» под командованием капитана 2 ранга Д. А. Дурново и корвете «Гермион», которые находились в практическом плавании и крейсеровали в Финском заливе. С началом Отечественной войны в июне 1812 году отправился в составе команды 36-пушечного фрегата «Кастор» из Кронштадта в Пилау для сопровождения французского посла Лористона. В октябре того же года вышел из Кронштадта на том же судне с русским послом в Англии графом Х. А. Ливеном на борту. 21 ноября в Готенбурге присоединился к эскадре вице-адмирала Р. В. Кроуна и 29 ноября вместе с ней прибыл в Ширнесс. Далее находился в Англии, выходя в составе отрядов в крейсерство в Северное море в ходе войны с Францией. В 1813 году на 56-пушечном двухдечном фрегате «Венера» крейсеровал у Флиссингена, а в 1814 году на 74-пушечном линейном корабле «Чесма» плавал у берегов Франции, после чего вместе с эскадрой вернулся в Кронштадт.
В 1816 году участвовал в проводке яхты «Роченсальм» от Петербурга до Кронштадта. 6 декабря 1817 года был определён к Морскому корпусу. В 1818—1827 годах на судах корпусной эскадры плавал с гардемаринами между Петербургом и Кронштадтом. С 1823 года командовал корпусным фрегатом «Урания». 30 августа 1824 года был произведён в капитан-лейтенанты. 5 марта 1827 года был назначен помощником командира учебного морского рабочего экипажа и инспектором классов кондукторских рот этого экипажа, а 31 октября 1829 года произведён в подполковники с назначением командиром того же экипажа.
2 июля 1830 года был исключён из списков Морского ведомства умершим.

## Семья

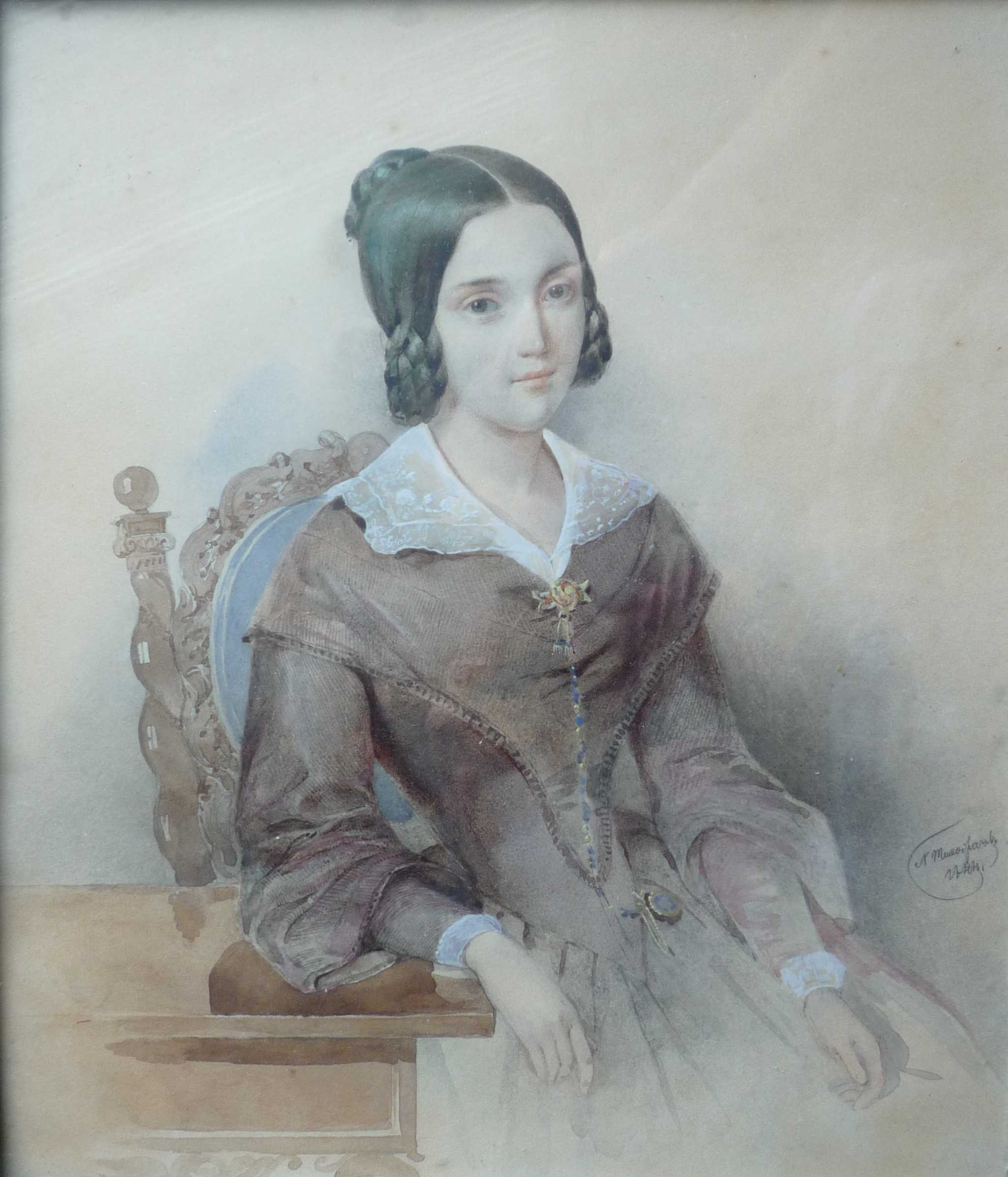
Анна, дочь. 1844, художник Н. И. Тихобразов

Был женат на родовитой дворянке Наталье Илларионовне, (1792—1877, в девичестве Философова), дочери предводителя дворянства Новоладожского уезда И. Н. Философова, выпускнице Смольного института. Их дети:
- Анна (1821—1871), жена статского советника Александра Карловича Оде-де-Сиона (1816—1857); начальница Института благородных девиц в Оренбурге (1869—1871).
- Фёдор (1824—1884) — контр-адмирал, участник Крымской войны, управляющий двором его императорского высочества Константина Николаевича. Жена — Мария Александровна фон Рейц (1840—1902).
- Пелагея, жена действительного статского советника Гавриила Фомича Зенковича (ум. 1892), инженера.
- Илларион — в 1852 году вместе с братом Фёдором служил лейтенантом в Черноморском флоте[4]. Позднее дослужился до чина капитан 2-го ранга.
- Екатерина (1829—1904), жена барона Бориса Карловича Клодт фон Юргенсбурга (1817—1863), последнего[5] городничего Новой Ладоги.
- Алексей — в 1852 году поручик Апшеронского пехотного полка отдельного Кавказского корпуса[4].
- Варвара — в 1852 году незамужняя девица, дальнейшая судьба неизвестна[4].